# Anne Fühner
Anne Fühner (* 10. Mai 1995 in Kempten (Allgäu)) ist eine ehemalige deutsche Fußballspielerin.

## Karriere
Fühner wechselte zur Saison 2012/13 aus der B-Jugend des FC Kempten zum damaligen Zweitligisten Hoffenheim, mit dem ihr am Saisonende der Aufstieg in die höchste deutsche Spielklasse gelang. Dort debütierte sie am 3. November 2013 bei einer Auswärtsniederlage gegen die SGS Essen. Parallel dazu wurde Fühner auch in der zweiten Mannschaft Hoffenheims eingesetzt, die 2014 in die 2. Bundesliga aufstieg.
In den Jahren 2010 und 2011 absolvierte Fühner insgesamt sieben Länderspiele für die deutschen U-15-, U-16- und U-17-Nationalmannschaften, das erste davon am 7. April 2010 gegen die Niederlande.

## Erfolge
- 2013: Aufstieg in die Fußball-Bundesliga (TSG 1899 Hoffenheim)
- 2014: Aufstieg in die 2. Fußball-Bundesliga (TSG 1899 Hoffenheim II)